# 维约堡 (卡尔瓦多斯省)
维约堡（法語：Vieux-Bourg，法語發音：[vjø buʁ] ⓘ，意为“旧堡”）是法国卡尔瓦多斯省的一个市镇，属于利雪区。

## 地理
维约堡（49°18'45"N, 0°15'2"E）面积1.3 平方千米，位于法国诺曼底大区卡爾瓦多斯省，该省份为法国西北部沿海省份，北濒大西洋英吉利海峡，东北与滨海塞纳省以海上边界相接，东临厄尔省，南至奧恩省，西与芒什省接壤。
与维约堡接壤的市镇（或旧市镇、城区）包括：圣安德烈代贝尔托、圣伯努瓦代贝尔托、圣加蒂安德布瓦、叙尔维尔。

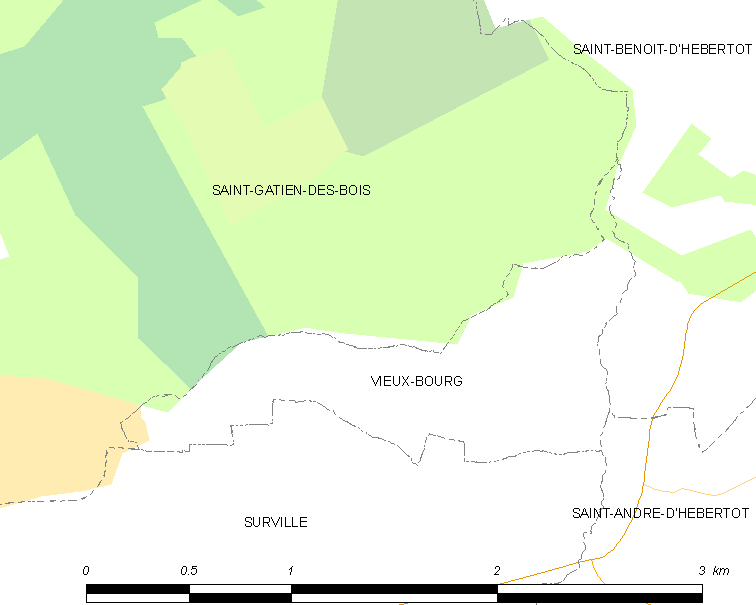
的OSM定位图

维约堡的时区为UTC+01:00、UTC+02:00（夏令时）。

## 行政
维约堡的邮政编码为14130，INSEE市镇编码为14748。

## 政治
维约堡所属的省级选区为蓬莱韦克县。

## 人口

1962-2008年间人口变化图示

维约堡于2022年1月1日时的人口数量为91人。